# Johnny Nitro
John Randall Hennigan (født 3. oktober 1979 i Los Angeles, Californien), kendt som Johnny Nitro eller John Morrison, er en professionel wrestler og arbejder inden for World Wrestling Entertainment. Iden for brandet: RAW. 
Under navnet Johnny Nitro har han bl.a. vundet Intercontinental Champion og WWE Tag team championship. (sammen med Joey Mercury). Under navnet John Morrison har han vundet; ECW Championship, WWE Tag team championship. (The Miz), samt WWE Intercontinental Championship.
Ringnames:
Johnny Blaze, Johnny Spade, Johnny Superstar, Johnny Nitro, John Morrison
Nyttig fakta:
Højde: 185 cm.
Vægt: 219 lb.
Trænere: Bill DeMott, Ivory, Nick Dinsmore, XPW Asylum.
Debut: Januar 27, 2003.